# دانشگاه النهضه
دانشگاه النهضه (به عربی: جامعة النهضة) یک دانشگاه در مصر است که در بنی سویف واقع شده‌است.